# 산티아고
산티아고데칠레(스페인어: Santiago de Chile, 문화어: 싼띠아고데칠레), 간단히 산티아고(Santiago)는 칠레의 수도이다. 인구는 2017년 기준으로 5,220,161명이며 중부 계곡에 위치해 있다. 1962년 FIFA 월드컵 대회가 열린 4개 도시 중 하나이다. 근교를 포함한 도시 지역의 인구는 616만 명으로, 남미 유수의 세계 도시이다.

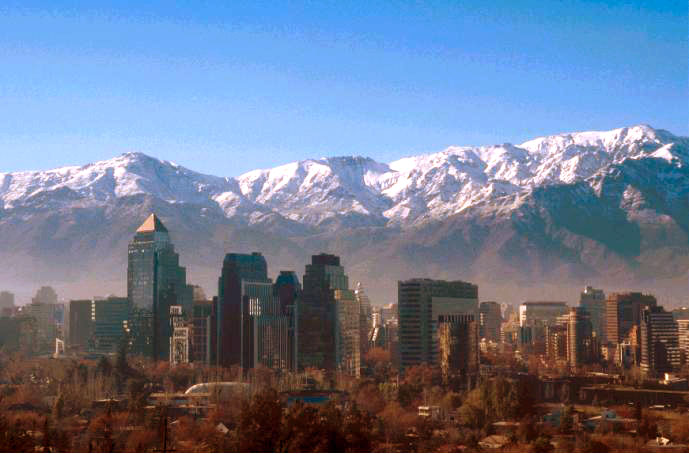
산티아고는 칠레 상업의 중심이다.

1541년 스페인 정복자 페드로 데 발디비아가 처음으로 세웠으며, 원래 명칭은 신 엑스트레마두라의 산티아고(Santiago de la Nueva Extremadura)였다. 참고로, 산티아고는 영어로 St. James 또는 James the Great이며 예수의 12제자 중 하나인 야고보를 뜻한다. 산티아고시의 구시가지는 19세기 신고전주의 건축과 아르데코 양식이 어우러진 건물이 주를 이루고 있다. 
전체적인 도시 지형이 여러 개의 외딴 언덕들 사이로 마포초강을 끼고 포레스탈 공원과 발마세아 공원 등의 삼림지를 낀 모습이다. 또 도시 대부분 지역에서 안데스 산맥을 먼 풍경으로 감상할 수 있다. 겨울에는 강수량의 부족으로 스모그가 발생하기도 한다. 도시 외곽은 포도밭 산지로 둘러싸여 있다.
산티아고는 칠레의 정치적, 경제적 중심도시로서 수많은 다국적기업의 칠레 본부가 이곳에 위치해 있다. 칠레 정부청사와 사법부 역시 산티아고에 위치해 있다. 다만 칠레 의회의 경우에는 인근 도시인 발파라이소에 국회의사당을 두고 있다.

## 역사

### 기원

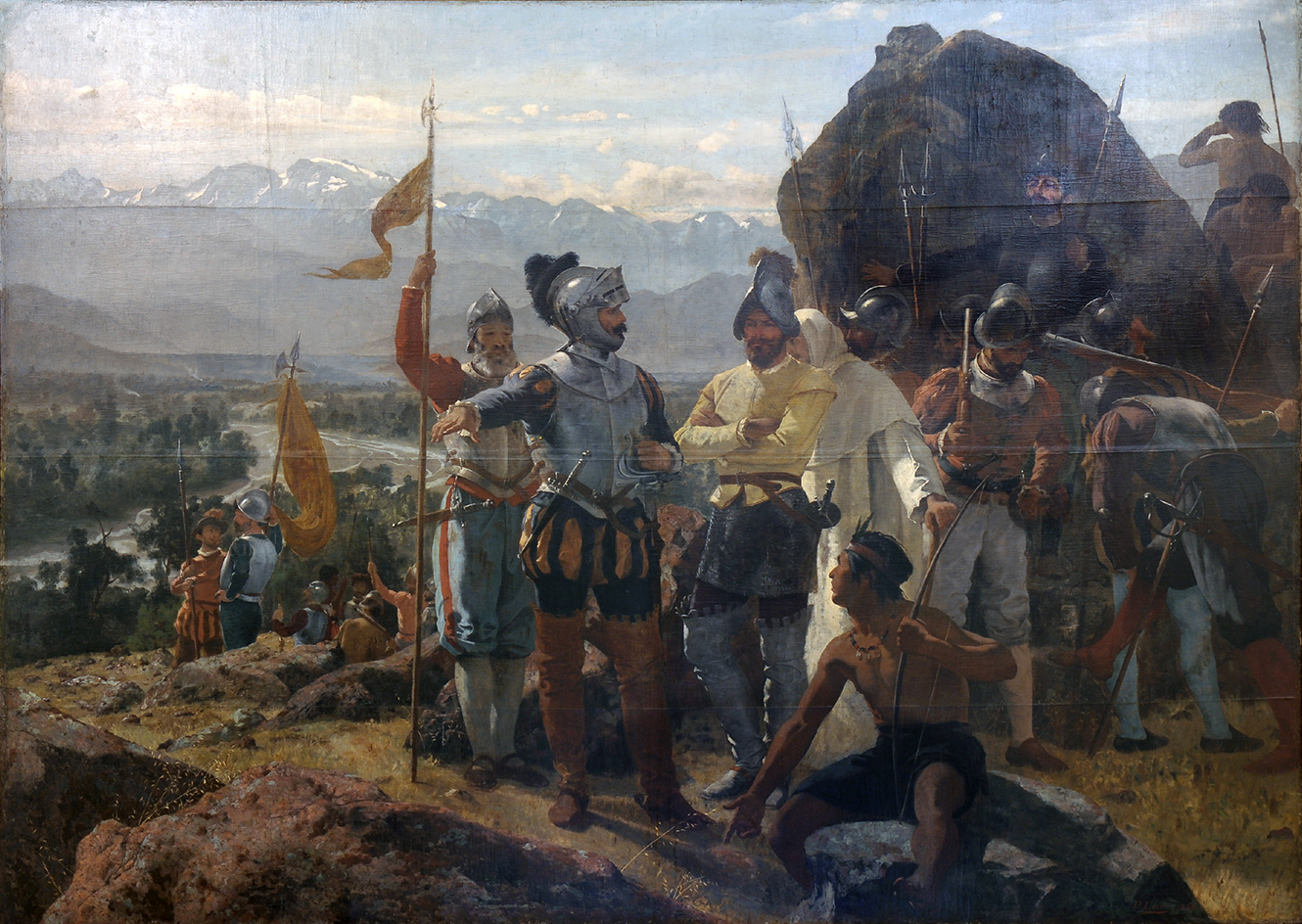
1541년 산티아고 발견

산티아고 분지에 처음으로 인간이 정착한 시기는 기원전 제10천년기로 거슬러 올라간다. 당시 이곳의 정착민은 주로 수렵-채집형 유목민으로, 안데스산맥의 눈이 녹은 기간 동안 구아나코를 찾아 해안에서 내륙으로 이동하였다. 800년경 마포초(스페인어: Mapocho) 강을 따라 농경 사회가 형성되면서 최초의 정착 생활이 시작되었다. 이들은 주로 옥수수, 감자, 콩을 경작하고 낙타과(라마속과 비쿠냐속) 짐승을 길들였다.

### 식민지 시대
산티아고는 1541년 2월 12일에 스페인의 정복자 페드로 데 발디비아 (Pedro de Valdivia)에 의해 산티아고 데 콤포 누에바 엑스트레마두라(Santiago de Nueva Extremadura) 도시로 건설되었다. 기공식은 옐렌 일(Huelén Hill, 현재 산타 루치아 일 Santa Lucía Hill)에서 열렸다. 발디비아가 여기에 도시를 건설한 이유는 온화한 기후와 중앙을 횡단하는 마포쵸 강이 마푸체 인의 방어선이 될 수 있었기 때문이다.
첫 번째 건축물은 칠레 중부에 거주하고 있던 인디오의 부족 중 하나인 피쿤체 족 사람들의 협력으로 만들어졌다.
마포쵸 강 남부에 있는 습지는 물이 뽑히고, 알라메다(Alameda, 현재 아베니다 알라메다 리베르타도르 베르나르도 오이힝스 Avenida Alameda Libertador Bernardo O'Higgins)는 산책로 바뀌었다.

### 독립 후

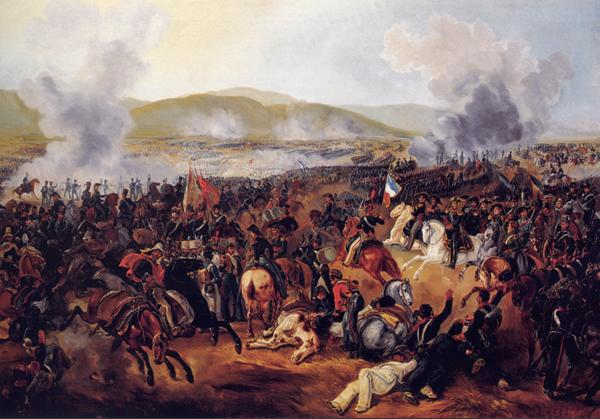
1818년 4월 5일 마이푸 전투

1810년에서 1818년에 일어난 칠레 독립 전쟁의 결과, 1818년에 베르나르 오이긴스, 호세 데 산 마르틴의 활약으로 칠레가 해방되면 서방의 장점 서부였던 마이푸 전투에서 약간의 피해를 받았지만 산티아고 공식적으로 칠레 공화국의 수도로 지명되었다.
태평양 전쟁에 승리한 1880년대는 페루, 볼리비아에서 합병한 북부 칠레에서 질산염이 생성되고 나라가 번영한 것으로, 수도 산티아고도 발전했다. 1930년대에는 산티아고의 근대화가 시작, 칠레 각지에서 사람들이 모여 인구도 증가했다. 1985년에 지진이 발생, 센터의 역사적인 건물이 파괴되었다. 1990년에는 국회의사당 약 120km 떨어진 발파라이소로 이전했다.

### 19세기
보수적 공화국 동안 다양한 칠레의 대학과 박물관이 타 정상 등을 중심으로 설립되었다. 하수 처리를 위해 도시를 교차 채널이 하수구에 방법을 제공 사라, 가스, 물, 거리 조명에 대한 첫 번째 네트워크가 건설되었고, 1851년에 최초의 전신 시스템은 발파로 설립되었다. 2000명 이상의 사람들이 1863년 12월 8일에 회사의 교회 화재로 죽었다.

### 산티아고 델 센테 나리오
새로운 세기의 도래와 함께, 도시는 산업 변화의 강력한 개발에 대한 다양한 관련 경험하기 시작했다. 지금까지 국가의 경제의 중심이었다 발파라이소 천천히 자본의 비용으로 명성을 잃게하기 시작한다. 이미 1895년, 국내 제조업의 75 %는 자본과 항구에서 만 28 %에, 그리고 1910, 주요 은행과 상점은 발파를 떠나, 도심의 거리에서 설정되었다.

### 인구 폭발
1920대 말, 인구 조사는 전체 인구의 13.6 %에 해당하는 507,296명이 산티아고 주민이라고 추정했다. 이 3.3 %, 거의 3배 국가 대표의 연간 성장률 즉, 1907년 인구 조사에서 52.47 %의 증가를 표현. 남쪽에서 상경한 농부들은 주로 건설 중인 공장과 철도에서 일하게 되었다. 그러나 이러한 성장은 주변부가 아닌 도시 중심에서만 일어났다.

## 경제
산티아고는 칠레의 산업 및 금융 중심이다. 칠레 국내 총생산의 약 45%가 산티아고에서 나온다. 상파울루와 부에노스아이레스와 더불어 남미 3대 경제 중심지 중 하나이다. ECLAC(Economic Commission for Latin America and the Caribbean) 같은 국제 기구도 산티아고에 본부를 두고 있다.
근래 들어 칠레의 안정적인 성장 덕에, 많은 글로벌 기업들이 산티아고에 지사를 설치하였다.

## 행정 구역

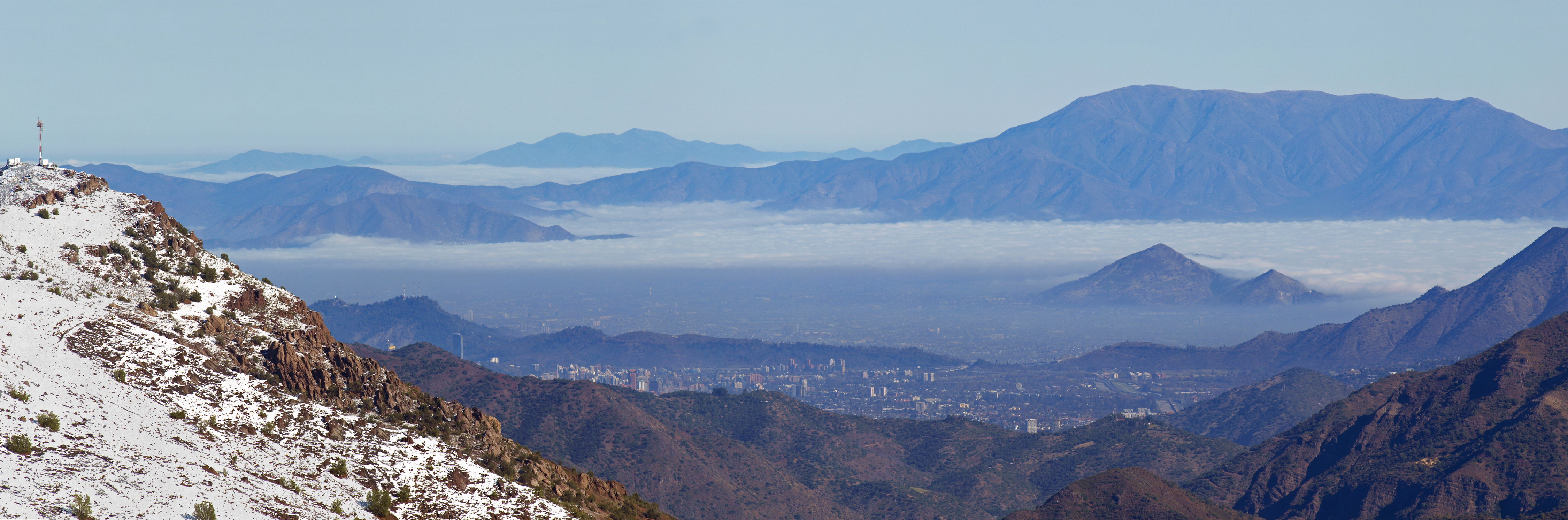
산티아고의 파노라마는 부분적으로 덮여 스모그와 구름에 의해 둘러싸여 안데스산맥과 코델라 드라 코스타.

산티아고는 다음의 32구 (수도 주와 일치)로 구성된다. 각 구에는 4년마다 선거에서 선정된 구청장 (스페인어: alcalde)이 있다.
- 산티아고 (es:Santiago)
- 세리요스 (es:Cerrillos)
- 세로나비아 (es:Cerro Navia)
- 콘찰리 (es:Conchalí)
- 엘보스케 (es:El Bosque)
- 에스타시온센트랄 (es:Estación Central)
- 우에추라바 (es:Huechuraba)
- 인데펜덴시아 (es:Independencia)
- 라시스테르나 (es:La Cisterna)
- 라플로리다 (es:La Florida)
- 산라몬 (es:San Ramón)
- 라그랑하 (es:La Granja)
- 라핀타나 (es:La Pintana)
- 라레이나 (es:La Reina)
- 라스콘데스 (es:Las Condes)
- 로바르네체아 (es:Lo Barnechea)
- 로에스페호 (es:Lo Espejo)
- 로프라도 (es:Lo Prado)
- 마쿨 (es:Macul)
- 마이푸 (es:Maipú)
- 뉴뇨아 (es:Ñuñoa)
- 페드로아기레세르다 (es:Pedro Aguirre Cerda)
- 페냘롤렌 (es:Peñalolén)
- 프로비덴시아 (es:Providencia)
- 푸다우엘 (es:Pudahuel)
- 킬리쿠라 (es:Quilicura)
- 킨타노르말 (es:Quinta Normal)
- 레콜레타 (es:Recoleta)
- 렝카 (es:Renca)
- 산호아킨 (es:San Joaquín)
- 산미겔 (es:San Miguel)
- 탈라간테 (es:Talagante)
- 비타쿠라 (es:Vitacura)

## 기후
산티아고는 지중해성 기후로, 여름 (10월 ~ 3월)은 상대적으로 따뜻하고 건조한 최고 기온이 35도까지 올라가는 날도 있다. 겨울(6월 ~ 8월)에는 습도가 높고, 평상시에 최고 기온은 15도 정도이지만, 낮은 날은 0도 가까이 내려간다. 연간 강수량은 약 360mm.
강수는 겨울에 집중하며 산티아고 시내에 눈이 내리기도 한다. 주변 산들에는 풍부한 적설량을 자랑하는 남반구 최대의 스키 리조트가 있다.
분지에 위치하는 스모그와 대기 오염이 심해 겨울 동안 산티아고에 모이는 일이 있다. 정부는 대기 오염을 줄이기 위해, 중공업 공장을 분지에서 나가도록 유도했으나 실패로 끝났다.
| 산티아고 (아르투로 메리노 베니테스 국제공항)의 기후            | 산티아고 (아르투로 메리노 베니테스 국제공항)의 기후 | 산티아고 (아르투로 메리노 베니테스 국제공항)의 기후 | 산티아고 (아르투로 메리노 베니테스 국제공항)의 기후 | 산티아고 (아르투로 메리노 베니테스 국제공항)의 기후 | 산티아고 (아르투로 메리노 베니테스 국제공항)의 기후 | 산티아고 (아르투로 메리노 베니테스 국제공항)의 기후 | 산티아고 (아르투로 메리노 베니테스 국제공항)의 기후 | 산티아고 (아르투로 메리노 베니테스 국제공항)의 기후 | 산티아고 (아르투로 메리노 베니테스 국제공항)의 기후 | 산티아고 (아르투로 메리노 베니테스 국제공항)의 기후 | 산티아고 (아르투로 메리노 베니테스 국제공항)의 기후 | 산티아고 (아르투로 메리노 베니테스 국제공항)의 기후 | 산티아고 (아르투로 메리노 베니테스 국제공항)의 기후 |
| 월                                                             | 1월                                                 | 2월                                                 | 3월                                                 | 4월                                                 | 5월                                                 | 6월                                                 | 7월                                                 | 8월                                                 | 9월                                                 | 10월                                                | 11월                                                | 12월                                                | 연간                                                |
| -------------------------------------------------------------- | --------------------------------------------------- | --------------------------------------------------- | --------------------------------------------------- | --------------------------------------------------- | --------------------------------------------------- | --------------------------------------------------- | --------------------------------------------------- | --------------------------------------------------- | --------------------------------------------------- | --------------------------------------------------- | --------------------------------------------------- | --------------------------------------------------- | --------------------------------------------------- |
| 역대 최고 기온 °C (°F)                                         | 39.3 (102.7)                                        | 37.2 (99.0)                                         | 36.8 (98.2)                                         | 34.5 (94.1)                                         | 31.1 (88.0)                                         | 26.7 (80.1)                                         | 28.2 (82.8)                                         | 29.9 (85.8)                                         | 32.9 (91.2)                                         | 35.7 (96.3)                                         | 35.2 (95.4)                                         | 37.1 (98.8)                                         | 39.3 (102.7)                                        |
| 일평균 최고 기온 °C (°F)                                       | 30.2 (86.4)                                         | 29.7 (85.5)                                         | 28.0 (82.4)                                         | 23.3 (73.9)                                         | 19.0 (66.2)                                         | 15.5 (59.9)                                         | 15.0 (59.0)                                         | 16.8 (62.2)                                         | 19.4 (66.9)                                         | 22.7 (72.9)                                         | 26.3 (79.3)                                         | 28.7 (83.7)                                         | 22.9 (73.2)                                         |
| 일일 평균 기온 °C (°F)                                         | 21.4 (70.5)                                         | 20.7 (69.3)                                         | 18.9 (66.0)                                         | 15.0 (59.0)                                         | 11.5 (52.7)                                         | 8.8 (47.8)                                          | 8.2 (46.8)                                          | 9.7 (49.5)                                          | 12.1 (53.8)                                         | 14.8 (58.6)                                         | 17.8 (64.0)                                         | 20.0 (68.0)                                         | 14.9 (58.8)                                         |
| 일평균 최저 기온 °C (°F)                                       | 13.5 (56.3)                                         | 13.0 (55.4)                                         | 11.6 (52.9)                                         | 7.8 (46.0)                                          | 5.2 (41.4)                                          | 3.5 (38.3)                                          | 2.6 (36.7)                                          | 3.6 (38.5)                                          | 5.7 (42.3)                                          | 7.6 (45.7)                                          | 9.8 (49.6)                                          | 12.6 (54.7)                                         | 7.8 (46.0)                                          |
| 역대 최저 기온 °C (°F)                                         | 2.7 (36.9)                                          | 4.7 (40.5)                                          | 2.1 (35.8)                                          | −2.6 (27.3)                                         | −5.9 (21.4)                                         | −6.5 (20.3)                                         | −6.8 (19.8)                                         | −6.2 (20.8)                                         | −4.5 (23.9)                                         | −2.8 (27.0)                                         | 0.7 (33.3)                                          | 3.3 (37.9)                                          | −6.8 (19.8)                                         |
| 평균 강수량 mm (인치)                                          | 0.3 (0.01)                                          | 0.9 (0.04)                                          | 3.4 (0.13)                                          | 13.4 (0.53)                                         | 32.6 (1.28)                                         | 68.8 (2.71)                                         | 53.0 (2.09)                                         | 35.1 (1.38)                                         | 17.1 (0.67)                                         | 8.4 (0.33)                                          | 3.7 (0.15)                                          | 2.2 (0.09)                                          | 221.5 (8.72)                                        |
| 평균 강수일수 (≥ 1.0 mm)                                       | 0.1                                                 | 0.1                                                 | 0.4                                                 | 1.6                                                 | 3.3                                                 | 5.0                                                 | 3.8                                                 | 3.3                                                 | 2.3                                                 | 1.1                                                 | 0.5                                                 | 0.3                                                 | 21.7                                                |
| 평균 상대 습도 (%)                                             | 50                                                  | 53                                                  | 57                                                  | 65                                                  | 73                                                  | 79                                                  | 79                                                  | 76                                                  | 71                                                  | 63                                                  | 55                                                  | 51                                                  | 64                                                  |
| 평균 월간 일조시간                                             | 366.1                                               | 315.5                                               | 290.0                                               | 212.7                                               | 158.6                                               | 125.5                                               | 145.1                                               | 169.2                                               | 190.7                                               | 259.1                                               | 309.5                                               | 346.4                                               | 2,888.4                                             |
| 출처 1: 칠레 기상청 (평년값: 1991년~2020년, 극값: 1966년~현재) |                                                     |                                                     |                                                     |                                                     |                                                     |                                                     |                                                     |                                                     |                                                     |                                                     |                                                     |                                                     |                                                     |
| 출처 2: 미국 해양대기청 (강수일수)                             |                                                     |                                                     |                                                     |                                                     |                                                     |                                                     |                                                     |                                                     |                                                     |                                                     |                                                     |                                                     |                                                     |

## 문화

### 박물관 및 도서관
산티아고에는 다양한 박물관이 많은데, 그 중에는 국가 차원에서 관리(스페인어: Dirección de Bibliotecas, Archivos y Museos)하는 국립역사박물관 , 국립순수미술관, 국립자연사박물관도 있다.
대부분의 박물관은 도시 중심의 건물에 위치하고 있으며 오래된 식민지 시절의 건물을 사용한다. 예를 들어 국립역사박물관은 왕립재판소 내에 있고, 산티아고 박물관은 카사 콜로라다(스페인어: Casa Colorada)에, 식민지박물관은 산 프란시스코 교회 한쪽에, 콜럼버스가 아메리카 대륙에 도착하기 전의 미술을 다룬 박물관(스페인어: Museo de Arte Precolombino)은 옛 관세청에 있다. 국립순수미술관은 도시 중심에 있지만 20세기 초에 지어졌으며, 1947년에는 그 뒤쪽에 칠레 대학교 예술학부에 소속된 현대미술관이 지어졌다.
킨타 노르말 공원(스페인어: Parque Quinta Normal)에도 박물관이 있다. 앞서 언급된 국립자연사박물관 이외에 아르테킨 박물관(스페인어: Museo Artequin), 과학기술박물관, 철도박물관 등이 있다. 그 밖에 세리요스(스페인어: Cerrillos)에 항공박물관이, 프로비덴시아(스페인어: Providencia)에 타하마르 박물관(스페인어: Museo de los Tajamares)이 있다. 2000년에 개장한 체험박물관(스페인어: Museo Interactive Mirador)은 주로 아이들과 청소년을 위한 박물관이다. 그란하(스페인어: La Granja)에 있으며, 현재까지 280만 명 이상이 방문하였다.
공공 도서관으로는 국립도서관이 산티아고 시내에 있다. 국립도서관의 역사는 1813년까지 거슬러 올라간다. 도서관은 초기 공화정이 설립하였고 이후 한 세기가 지나 현재 위치로 옮겨져 국립문서보관소 본부와 함께 있다. 2005년, 시민과 더욱 가까이 있으면서 서비스를 제공하고 새로운 기술을 통합하기 위하여 바리오 융가이(스페인어: Barrio Yungay)에 산티아고 도서관을 세웠다.

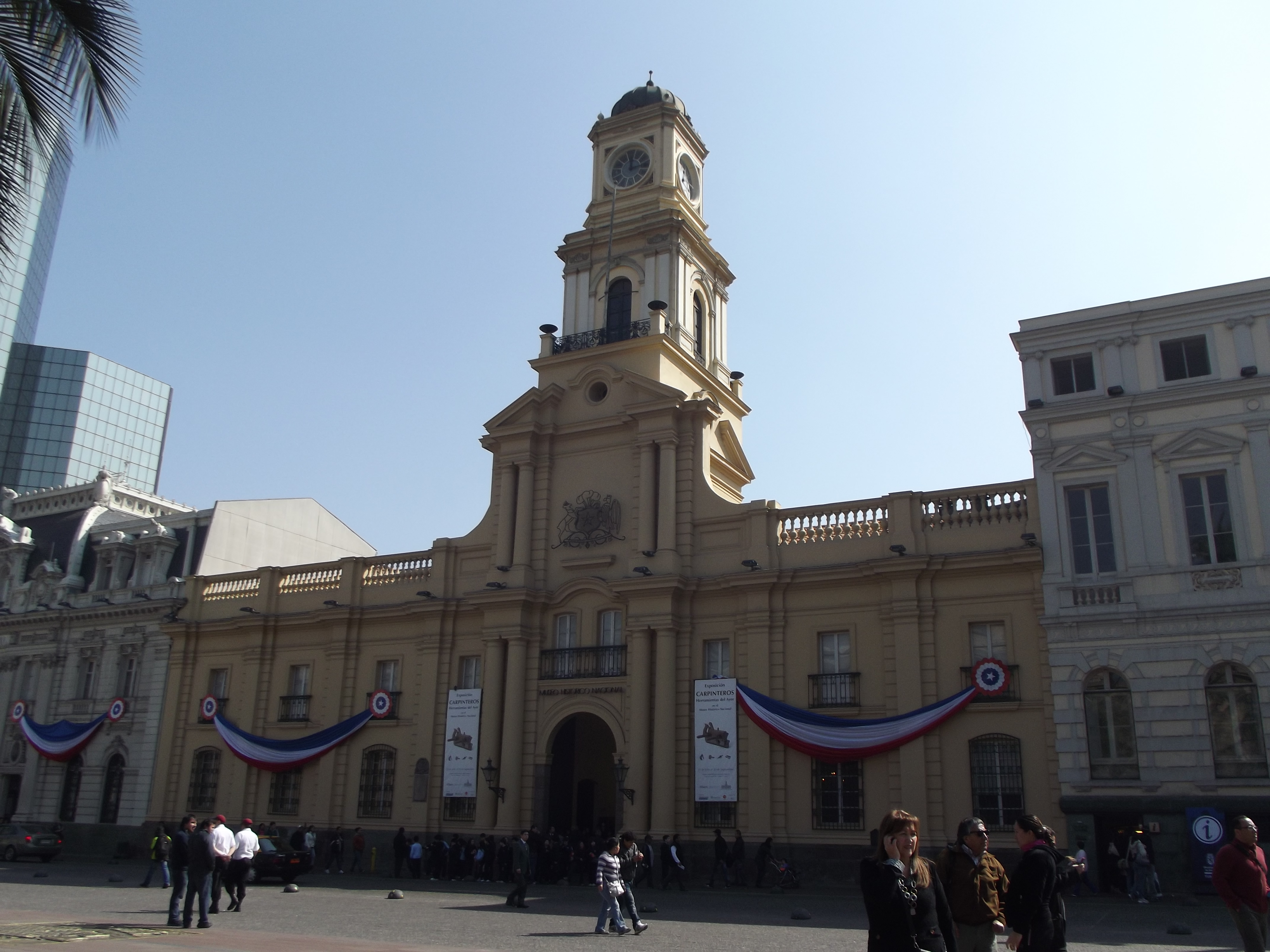
아르마스 광장(스페인어: Plaza de Armas)에 있는 국립역사박물관
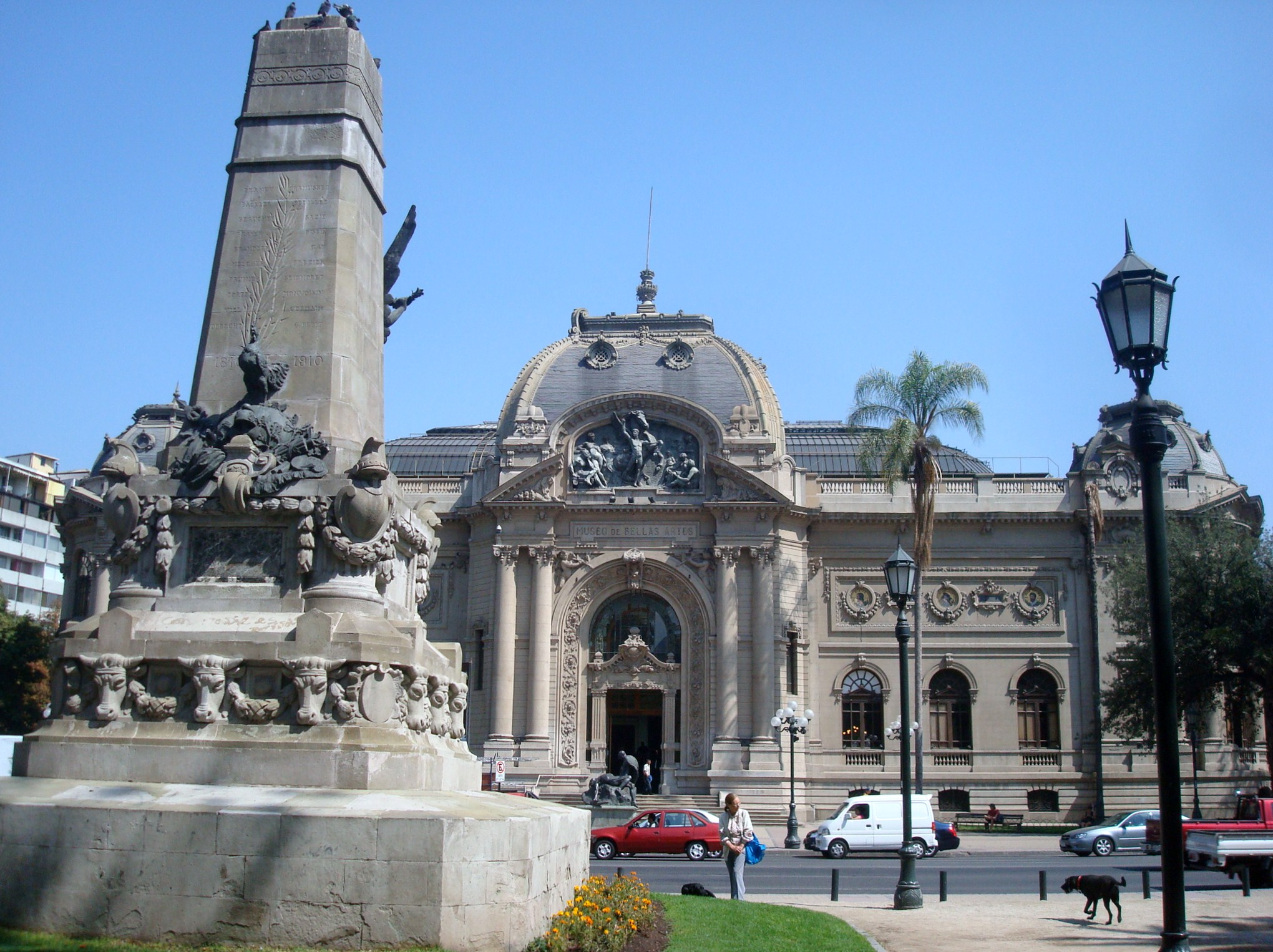
삼림공원에 있는 국립순수미술관
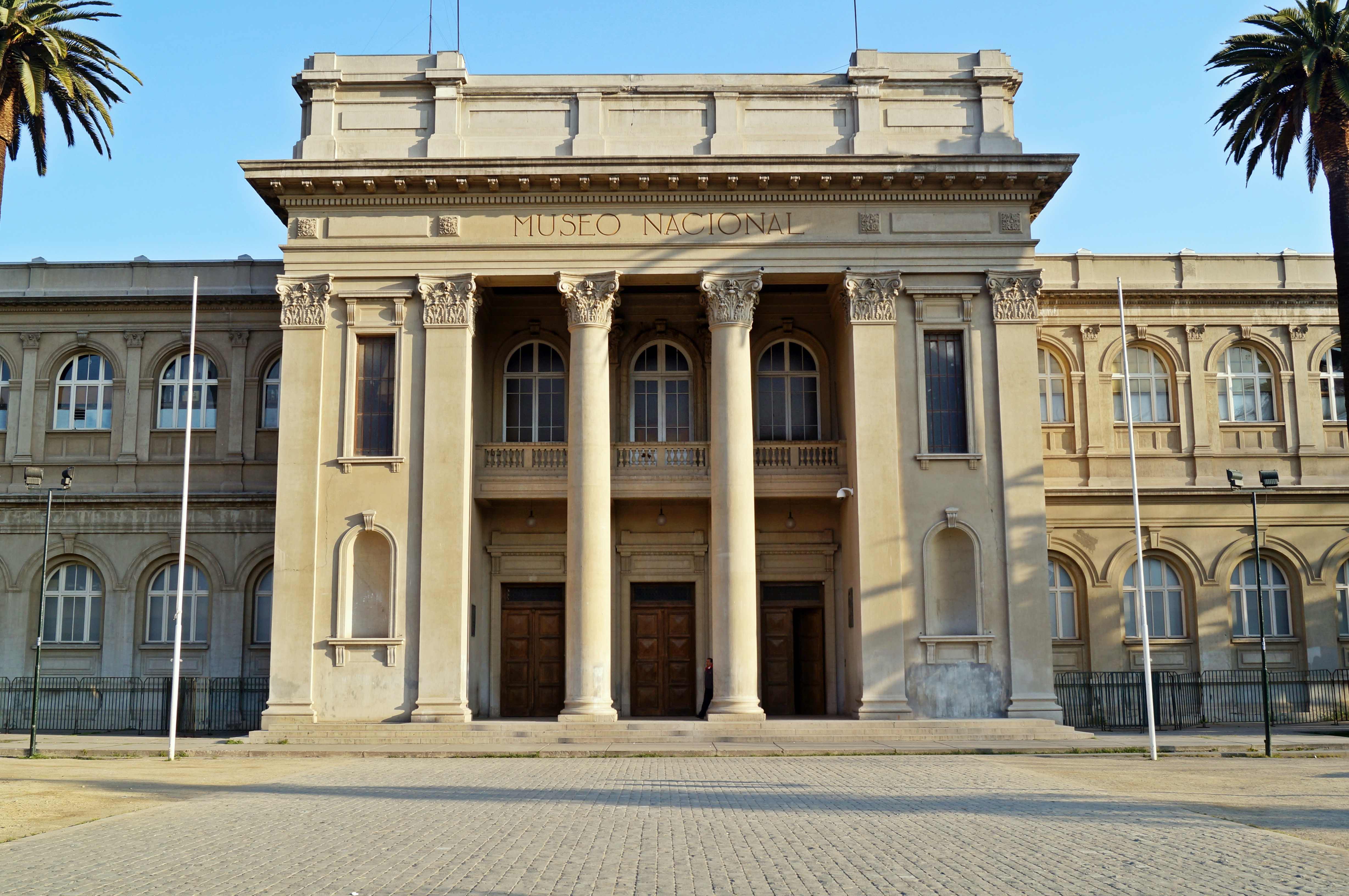
킨타 노르말 공원에 있는 국립자연사박물관
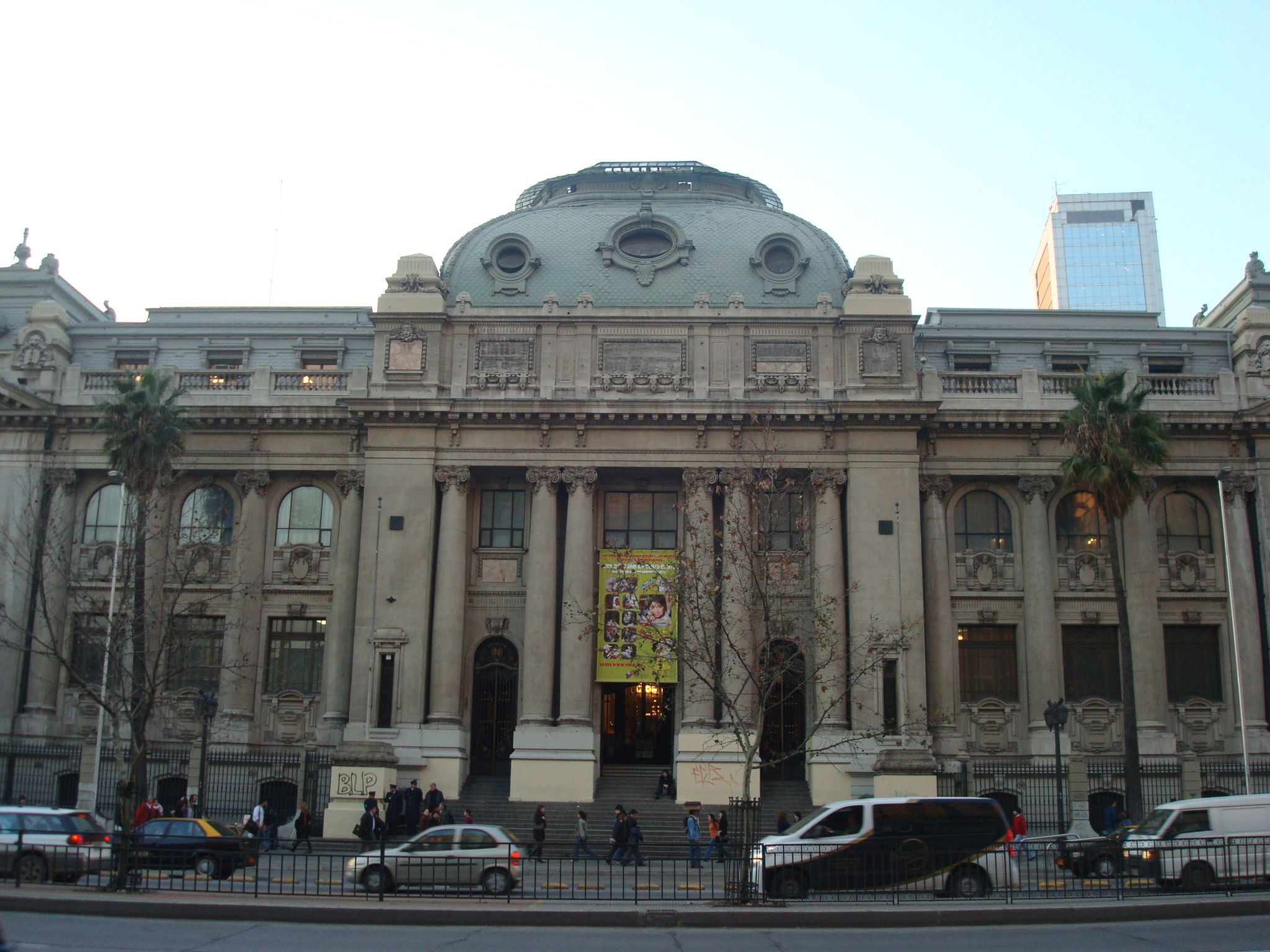
알라메다(스페인어: la Alameda) 뒤의 국립도서관

## 교통

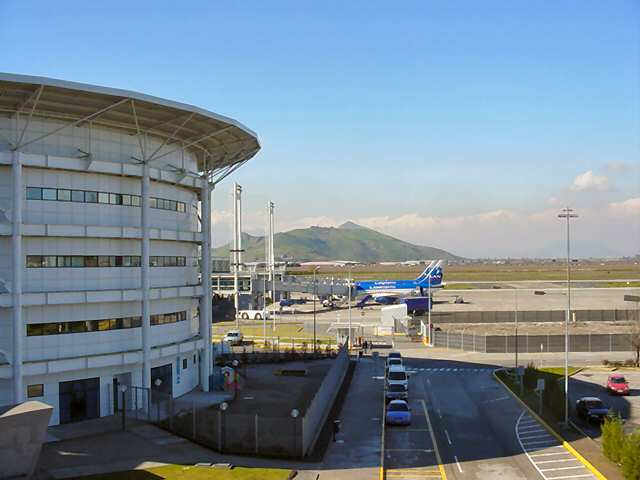
코모도로 아르투로 메리노 베니테스 국제공항.

### 공항
산티아고의 관문이 되는 공항인 코모도로 아르투로 메리노 베니테스 국제공항 (Arturo Merino Benítez International Airport)은 남미에서는 잘 갖추어 진 공항이다.

### 철도
산티아고의 철도 중앙 역 (Estación Central)에서 칠레 중부 탈카(Talca) 등으로 칠레 국철이 달리고 있다. 산티아고 대도시권에는 메트로 트렌(Metrotrén)로 불리는 근교 전철이 산 페르난도(San Fernando)를 향해 달리고 있다.

### 지하철
산티아고는 프랑스의 협력으로 건설된 7개 노선의 지하철(메트로 = Metro)가 현재 1호선, 2호선의 확장이 계획되어 있다. 비교적 안전한 수송으로 신뢰할 수 있다.

### 택시
산티아고의 택시는 거리에서 탈 수 있고, 보통은 검은 차체에 노란 지붕을 하고있다. 다른 꼴렉티보스(Colectivos)라는 합승 택시가 고정 가격으로 정해진 길을 달린다.

### 고속도로
산티아고 시내에서 공항까지 걸친 대규모 유료 고속도로가 2005년부터 개통했다.

## 스포츠
남아메리카에서도 손꼽히는 명문 축구 클럽인 콜로-콜로, 우니베르시다드 데 칠레, 우니베르시다드 카톨리카가 산티아고를 연고지로 활동하고 있다.

## 갤러리
- 증권 거래소
- 산티아고 성당
- 위성에서 본 산티아고
- 산티아고

## 자매 도시
- 부에노스아이레스 - 아르헨티나
- 고창군 - 대한민국
- 상파울루 - 브라질
- 마이애미 - 미국
- 미니애폴리스 - 미국
- 파리 - 프랑스
- 마드리드 - 스페인
- 리가 - 라트비아
- 앙카라 - 터키
- 튀니스 - 튀니지
- 베이징 - 중화인민공화국